# مسجد كامبونج باتو ابوي
مسجد كامبونج باتو ابوي يقع المسجد في منطقة كامبونج باتو ابوي، والتي تقع على بعد حوالي ستة كيلومترات من مدينة بانجر في بروناي .

## البناء
تم بناء مسجد كامبونج باتو ابوي في الثامن والعشرين من شهر ديسمبر من عام 1986، على موقع أرض مساحتها حوالي 1,965 فدان، وفي عام 1987 تم الانتهاء من بناء المسجد، بتكلفة قدرها 385,000.00 دولار .

## الافتتاح
افتتح مسجد كامبونج باتو ابوي رسميا من قبل صاحب ضابط سعادة الحاج عابدين بن عبد أورانغ كايا راشد نائب وزير الشؤون الداخلية في حكومة بروناي دار السلام ان ذاك، وكان ذلك يوم الجمعة العاشر من شهر محرم من هام 1408 هـ الموافق الرابع من شهر سبتمبر من عام 1987 .

## استيعاب المسجد
تبلغ قدرة المسجد الاستيعابية حوالي 200 مصلي في وقت واحد، ومن بين التسهيلات المتاحة في المسجد وجود قاعة متعددة الأغراض، بالإضافة لوجود مكتبة تحتوي على العديد من الكتب.